# Erdei faválaszték
Az erdei faválaszték a fakitermelés helyén, a kidöntött fatörzs darabolásával, faragásával, hasításával készített, közvetlenül feldolgozható fatermékek, illetve tűzifaválasztékok összessége. A „faválaszték” szó a különböző alakú, méretű, rendeltetésű fa nyersanyagok gyűjtőfogalma.
Például a szálfa oldalágaitól, elvékonyodó csúcsától megszabadított fatörzs. A rönk 2 méternél hosszabb, 12 cm-nél nagyobb átmérőjű gömbfa. Ha 2 méternél rövidebb, de 50 cm-nél hosszabb, akkor kivágás, ha vékonyabb, rúdfa a neve. A faragott gerenda 10–20 cm-es négyzet keresztmetszetűre alakított rönk. Állványfa, cölöpfa, bányafa, szőlőkaró, kerítésoszlop és -léc, a tűzifák különböző típusai tartoznak még ebbe a kategóriába.

## Iparifa (szerfa) választékok

### Furnérrönk
- késeléssel színfurnért, hámozással vakfurnért állítanak elő belőle
- legkisebb hossza fafajtól függően 140, 170 és 220 cm lehet
- felhasználható fafajok: tölgy, kőris, szil, fekete dió, dió, platán, szelídgesztenye, vadgyümölcsök, bükk, éger, fűz, nyár, nyír, hárs

### Gyufaipari rönk
- 20 cm vastagságtól és 200 cm hosszúságtól termelhető
- fafajok: nemes és hazai nyárak (kivéve jegenyenyár), fehérfűz, bükk

### Ceruzafarönk
- 15 cm vastagságtól és 160 cm hosszúságtól termelhető
- fafajok: éger, hárs

### Fűrészrönk
- legkisebb csúcsátmérője 16 cm (nemzetközi fapiacon 12 cm) és 200 cm hosszúságtól termelhető
- fafajok: luc-, jegenye-, vörös-, duglász-, erdei-, feketefenyő, tölgy, kőris, szil, juhar, eper, dió, cser, bükk, gyertyán, akác, szelídgesztenye, vadcseresznye, vadkörte, vadalma, platán, ostorfa, keménylombosok és nyár, fűz, hárs, éger, a nyír nemzetség fafajai, berkenye nemzetség fafajai

### Talpfarönk
- nincs külön szabványa, vastagsági és hosszúsági méretei megállapodás szerinti
- fafajok: tölgyek, cser, bükk, akác, erdeifenyő, szelídgesztenye, szil

### Cölöpfa (pilótafa)
- 15–18 cm, az állványfa legkisebb kéreg nélküli csúcsátmérője 14 cm, hosszúsága 300 cm-nél kezdődik
- fafajok: fenyők, megállapodás szerint a tölgyek és az akác

### Vezetékoszlop
- csúcsátmérője 13 és 21 cm között lehet, hossza 5-14 méter
- fafajok: fenyők, akác, tölgyek, cser, szelídgesztenye, bükk, gyertyán, feketedió, kőris, éger, nyár, szil, platán

### Komlóoszlop
- csúcsátmérője 10–17 cm között lehet, hossza 7,5-8 méter
- fafajok: bármely kemény-, lágylombos és fenyő fafaj

### Kivágás
- a rönkméretet el nem érő, fűrészáru előállítására alkalmas fadarab
- legkisebb csúcsátmérője a felhasználási területtől és a fafajtól függően 10, 12, 15, 16 és 20 cm lehet, a hossza általában 50 cm-nél kezdődik

### Fagyártmányfa
- A rönk méreteit, minőségét el nem érő, a kivágás kategóriájába nem sorolható, de a fűrésziparban felhasználható fa. Jellemzően 2-6 m hosszúságú, kis átmérőjű lombos faválaszték. Másik elnevezése feldolgozási fa.

### Bányafa
- öt vastagsági csoportban 9-től 21 cm kéreg nélküli csúcsátmérőig termelhető
- a legkisebb hossz 0,8, a legnagyobb 6,0 m, a szabványban előírt közbenső méretekkel
- fafajok: vörös,- erdei-, fekete-, luc-, jegenyefenyő, tölgyek, akác, cser, kőrisek, szilek, feketedió, szelídgesztenye

### Bányapillérfa
- kéreg nélküli csúcsátmérője - három vastagsági csoportba sorolva - 12 és 21 cm közötti lehet
- hossza: 0,8, 1,0, 1,2, 1,5, 1,8, 2,0, 2,4 m
- fafajok: valamennyi keménylomb, kivéve a fölledékeny fafajokat

### Bányadorong és féldorong
- átmérője: 6–10 cm, a féldorong 11–14 cm
- hossza: 0,6 és 1,8 m között
- fafajok: valamennyi keménylombos, kivéve a bükk és gyertyán

### Keverőfa
- 16–22 cm-es középátmérővel és 7,0-7,5 m hosszban termelik
- fafajok: nyárfélék és cser

### Leszúrófa
- 10–12 cm-es tő- és 3–5 cm-es csúcsármérővel, 5–9 m-e hosszban termelhető
- fafajok: bármelyik lombos fafaj

### Rúdfa
- csúcsátmérője 3–12 cm közötti
- hossza a rövid rúd esetében 1,5-től 3,0 m-ig, hosszú rúd esetében 3,5-től 8,0 m-ig terjed
- fafajok: valamennyi fenyő és lomblevelű fafaj

### Papírfa
- vastagsága 10 cm-től 35 cm-ig lehet, kéreg nélkül
- hossza 1,0 m, vagy ennek megállapodás szerinti egész számú többszöröse
- fafajok: fenyők, kemény- és lágylombos fafajok

### Rost- és forgácsfa
- megállapodás szerint 3–4 cm csúcsátmérőtől, 1,0-2,0 valamint 2,5-6,0 m-es hosszban termelhető
- fafajok: megállapodás szerinti fenyő, lágy- és keménylombos fafajok

## Tűzifaválasztékok
- Minőségi tűzifa: akác, tölgy, bükk, gyertyán

- Egyéb tűzifa minősítéssel rendelkező fafajták:  kőris, gyümölcsfák. ezek a fák a minőségi tűzifával ellentétben fele annyira hasznos tűzifák.

- Egyéb tűzifa minősítéssel rendelkező nem tűzifa fafajták: nyár, juhar, éger

### Termelői választékok
- egységes tűzifa: bármely fafajból, hasítva vagy hasítatlanul, kéregben vagy kéreg nélkül termelhető, általában 1 m hosszban; maximális húrméret 35 cm

- ágfa: vastagabb végen max 9 cm az átmérő, hossza 1 m feletti

- rőzsefa: vastagabb végén max. 3 cm az átmérő, hossza max. 1 m

- gyökértuskó: vágáslap alatti faanyagból termelt 1 m-nél rövidebb tűzifa

- hasított gyökértuskó: vágáslap alatti faanyagból termelt 1 m-nél rövidebb tűzifa, melynek 20 cm-en felüli vastagságú darabjait elhasították

- forgácsfa: fák faragása, bárdolása során keletkezett melléktermék

- fűrészhulladék: faanyagok fűrészelésekor leeső, csak tüzelési célokra alkalmas faanyag

### Kereskedelmi választékok
- fűrészeletlen tűzifa: megegyezik a termelői választékokkal

- fűrészelt tűzifa: 20, 25, 33 vagy 50 cm hosszú darabokra fűrészelt egységes tűzifa

- aprított tűzifa: felaprított fűrészelt tűzifa

## A témához kapcsolódó oldalak
Fűrészipari fatermékek